# Ismail Elm Khah
Ismail Elm Khah (persa: اسماعیل علم‌خواه)  (Teheran, 30 de desembre de 1936 - 1988) fou un aixecador iranià que va competir durant la dècada de 1950.
El 1960 va prendre part en els Jocs Olímpics d'Estiu de Roma, on va guanyar la medalla de bronze en la prova del pes gall del programa d'halterofília. En el seu palmarès també destaca una medalla de plata als Jocs Asiàtics de 1958. Durant la seva carrera va establir quatre rècords mundials no oficials.